# Erioptera (Erioptera) dyari
Erioptera (Erioptera) dyari is een tweevleugelige uit de familie steltmuggen (Limoniidae). De soort komt voor in het Nearctisch gebied.